# Створи щось (роман)
«Створи щось» (англ. Make something up) — роман американського автора Чака Поланіка, опублікований у США в 2015 році видавництвом Doubleday і в Україні у 2016 році видавництвом «Клуб сімейного дозвілля» в перекладі Олександра Красюка, Ігоря Ільїна, Віталія Ракуленка та Анастасії Рогози. В збірку увійшли оповідання автора, які публікувалися в різні роки в журналі «Плейбой» та Інтернеті. Дана збірка відноситься до жанру трансгресивної прози та переповнена чорним гумором, кічем, гротескними персонажами та критикою суспільної моралі.